# Tales of the Inexpressible
Tales of the Inexpressible (del inglés, Cuentos de lo Inexpresable) es el segundo álbum de la banda Shpongle, lanzado en 2001.
El nombre de la canción cuyo nombre se suele leer como Room 23 (del inglés, Habitación 23), que en la parte posterior del disco aparece como Room 2ॐ, el "3" (ॐ) es en realidad el signo Om, el sagrado sonido eterno.

## Lista de canciones
| N.º | Título                                    | Escritor(es) | Duración |  |
| 1.  | «Dorset Perception»                       |              | 8:12     |  |
| 2.  | «Star Shpongled Banner»                   |              | 8:23     |  |
| 3.  | «A New Way to Say Hooray!»                |              | 8:32     |  |
| 4.  | «Room 2ॐ»                                 |              | 5:05     |  |
| 5.  | «My Head Feels Like a Frisbee»            |              | 8:52     |  |
| 6.  | «Shpongleyes»                             |              | 8:56     |  |
| 7.  | «Once Upon the Sea of Blissful Awareness» |              | 7:30     |  |
| 8.  | «Around the World in a Tea Daze»          |              | 11:21    |  |
| 9.  | «Flute Fruit»                             |              | 2:09     |  |

## Créditos
- Raja Ram - Flauta, voz
- Simon Posford - Programación, guitarra, sintetizadores, bajo semi-acústico
- Michele Adamson - Voz (Dorset Perception), segundas voces (Blissful Awareness)
- Abigail Gordon - Voz (Blissful Awareness, Tea Daze)
- Harry Escot - Violonchelos, falso bajo acústico
- Pete Callard - Guitarras acústicas